# 布雷托
布雷托，是西班牙卡斯蒂利亚-莱昂萨莫拉省的一个市镇。 总面积22平方公里，总人口242人（2001年），人口密度11人/平方公里。